# Selex RAT 31DL
Das RAT 31DL ist ein Luftraumaufklärungsradargerät großer Reichweite des Herstellers SELEX Sistemi Integrati.
Das Radargerät wird in einer Reihe von NATO-, europäischen sowie anderen Staaten genutzt. Es gibt zwei Varianten: die ortsfeste Variante RAT 31 DL/FADR (Fixed Air Defence Radar) und die verlegbarere Variante RAT 31 DL/M.

## Beschreibung
Die kompakte mobile RAT-31-DL/M-D-Band-Radarvariante wurde aus der ortsfesten FADR-Variante entwickelt. Das RAT-31 DL/M besteht aus einer faltbaren Antenne (Gewicht 14 t) und einem Geräteshelter, welche beide in 20-Fuß-ISO-Containern untergebracht sind, welche u. a. mit dem Transportflugzeug Airbus A400M lufttransportfähig sind. Diese Konfiguration erlaubt eine schnelle Verlegefähigkeit und hohe Mobilität ohne auf externe Hebemittel zurückgreifen zu müssen und erlaubt somit auch die Entfaltung in einer unvorbereiteten Stellung. Die Abkürzung RAT steht für Radar Avvistamento Terrestre, eine italienische Bezeichnung für etwa „Bodengestütztes Aufklärungsradar“. Die Buchstaben DL/M bedeuten D-Band, Long range und Moveable.
Das Radargerät mit einer komplett in Halbleitertechnologie aufgebauten aktiven Phased-Array. Monopuls-Antenne mit einer Antennenfläche von 77 m² (5,75 m × 5,10 m) arbeitet mit 32 Reihen zu je 52 Dipolen sowie 32 Sende-/Empfangsmodulen mit je 2 kW Sendeleistung. Die 360°-Rundum-Suche erfolgt mit acht unabhängigen Beams im D-Band bei 6 Umdrehungen pro Minute. Die vertikale Schwenkung der Beams geschieht mittels elektronischer Phasenverschiebung der Speisung der 32 Strahlerreihen. Das Gerät ist in der Lage, Ziele bis zu einer Entfernung von 400 km und bis zu 30 km Höhe aufzufassen und zu begleiten und gibt dabei Entfernung, Richtung und Höhe an (3D-Radar). Ein integriertes Sekundärradar mit einer auf der Primärradarantenne aufgestockten Large-Vertical-Aperture-Antenne hat eine Reichweite von bis zu 400 km.

## Verbreitung

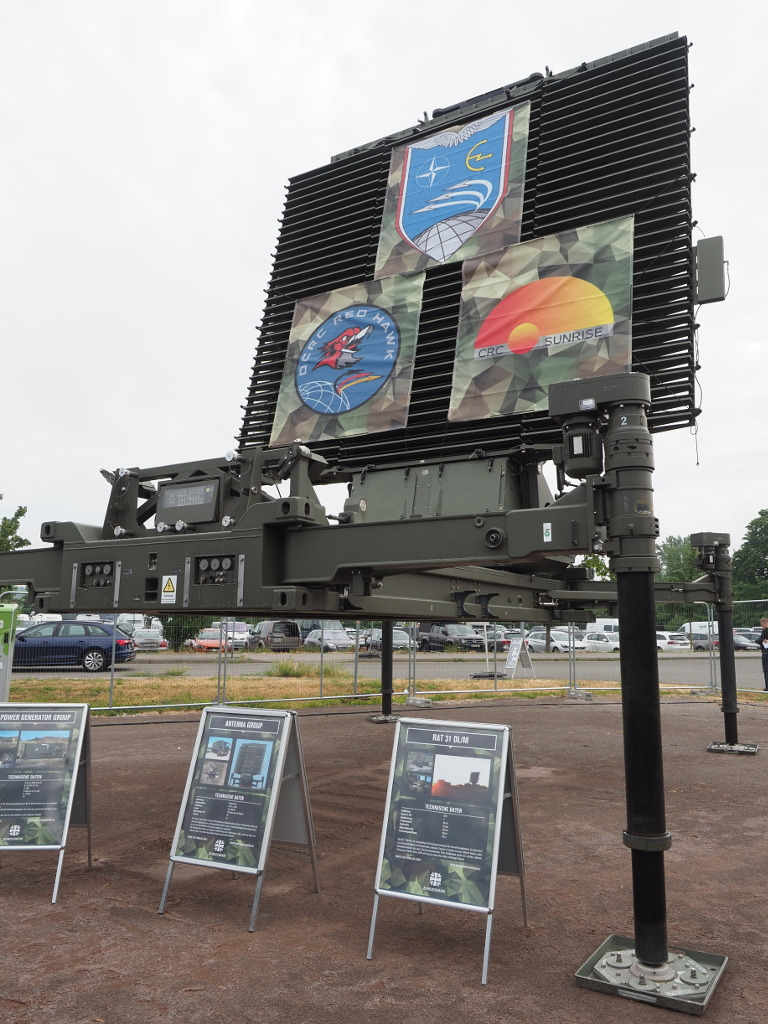
RAT 31 DL/M der Bundeswehr

Operationeller Nutzer von zwei verlegbaren Anlagen in Deutschland ist der Einsatzführungsdienst der Luftwaffe. Ein drittes Radar läuft 2024 zu. Weitere Radargeräte der Luftwaffe sind HADR, GM 406F und RRP 117.
Die militärische Luftraumüberwachung Österreichs, genannt Goldhaube, ist auch Nutzer von drei Radarsensoren des Typs RAT 31DL.
Im Oktober 2015 erhielt Polen im Rahmen des NATO-Sicherheitsinformationsprogramm (NSIP) im Auftrag der NATO Communications and Information Agency (NCI-Agency) drei RAT 31DL, die disloziert sind in Chruściel bei Braniewo, Łabunie und Szypliszki. Polen nutzt zudem seit 2007 drei Langstreckenradarsysteme NUR-12M (RST-12M) des polnischen Herstellers PIT Radwar.

## Technische Daten
| Technische Daten RAT 31DL/M | Technische Daten RAT 31DL/M |
| --------------------------- | --------------------------- |
| Frequenzbereich             | 1,2–1,4 GHz                 |
| Pulswiederholzeit           |                             |
| Pulswiederholfrequenz       |                             |
| Sendezeit (PW)              |                             |
| Empfangszeit                |                             |
| Totzeit                     |                             |
| Pulsleistung                | 46 kW                       |
| Durchschnittsleistung       | 2,5 kW                      |
| angezeigte Entfernung       | 470 km                      |
| Entfernungsauflösung        |                             |
| Öffnungswinkel              |                             |
| Trefferzahl                 |                             |
| Antennenumlaufzeit          | 6 oder 10/min               |